# Titus Nasennius Severus
Titus Nasennius Severus war ein antiker römischer Toreut (Metallarbeiter), der in der zweiten Hälfte des 1. Jahrhunderts in Kampanien tätig war.
Titus Nasennius Severus ist heute nur noch aufgrund von vier Signaturstempeln, je zwei auf Kasserollen und je zwei auf Badeschalen aus Bronze bekannt. Alle vier wurden in Pompeji gefunden. Mit Publius Nasennius Libanus ist ein weiterer Nasennier als Toreut belegt, der zudem auch in Kampanien produzierte. Bei den Stücken handelt es sich um:
1. Bronzebadeschale, gefunden in Pompeji, heute im Deposito Archeologico Pompei.[1]
2. Bronzebadeschale, gefunden in Pompeji, heute im Deposito Archeologico Pompei.[2]
3. Bronzekasserolle, gefunden in Pompeji, heute im Archäologischen Nationalmuseum Neapel.[3]
4. Bronzekasserolle, gefunden in Pompeji, heute im Archäologischen Nationalmuseum Neapel.[4]

## Einzelbelege
1. ↑  Inventarnummer 18704; Richard Petrovszky: Studien zu römischen Bronzegefäßen mit Meisterstempeln. Leidorf, Buch am Erlbach 1993, S. 277–278, Nr. N.08.01.
2. ↑  Inventarnummer 1966–3, 1108 [911]; Richard Petrovszky: Studien zu römischen Bronzegefäßen mit Meisterstempeln. Leidorf, Buch am Erlbach 1993, S. 278, Nr. N.08.02.
3. ↑  Inventarnummer 73273; Richard Petrovszky: Studien zu römischen Bronzegefäßen mit Meisterstempeln. Leidorf, Buch am Erlbach 1993, S. 278, Nr. N.08.03.
4. ↑  Inventarnummer ?; Richard Petrovszky: Studien zu römischen Bronzegefäßen mit Meisterstempeln. Leidorf, Buch am Erlbach 1993, S. 278, Nr. N.08.04.

| Personendaten    | Personendaten                              |
| ---------------- | ------------------------------------------ |
| NAME             | Nasennius Severus, Titus                   |
| ALTERNATIVNAMEN  | Severus, Titus Nasennius                   |
| KURZBESCHREIBUNG | antiker römischer Toreut                   |
| GEBURTSDATUM     | 1. Jahrhundert v. Chr. oder 1. Jahrhundert |
| STERBEDATUM      | 1. Jahrhundert oder 2. Jahrhundert         |